# Calycanthus occidentalis
Calycanthus occidentalis es una especie de planta con flores perteneciente a la familia Calycanthaceae. Las flores son de colores intensos, y van del rosa coral al café rojizo, las hojas son de tono verdes brillantes, con un olor dulce.

## Nombres comunes
Pimienta de California, arbusto de aroma, arbusto aromático, arbusto dulce.

## Distribución
Nativa del estado de California, en Estados Unidos.

## Descripción
Arbusto caducifolio, de 1.2-4 m de altura, de crecimiento rápido, erguido, redondeado o irregular. Hojas opuestas, simples, ovadas a elípticas, 8-20 cm de largo, margen entero, superficie superior áspera y verde oscuro, pubescente por debajo; color amarillo en otoño. Flores solitarias, de color marrón púrpura que cambia a amarillo, de 5-7 cm de ancho, fragantes, florecen a finales de primavera y verano. Fruto en forma de cápsula, de hasta 5 cm, algo leñoso, persiste hasta el invierno.

## Galería de imágenes

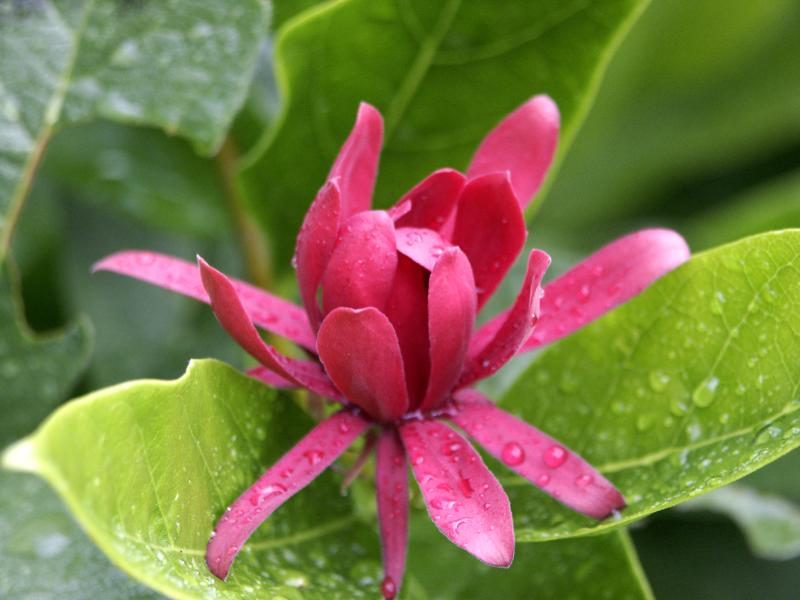
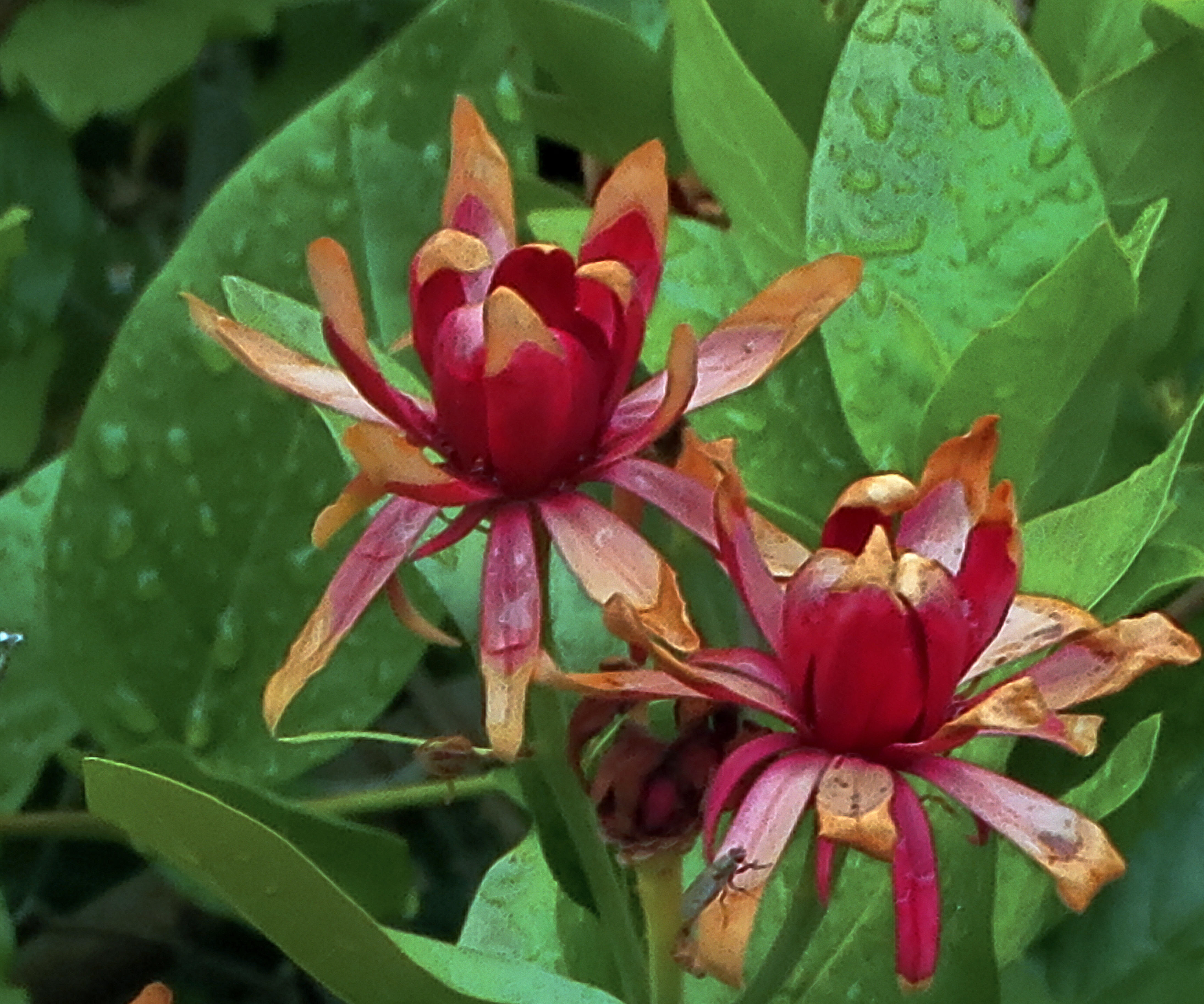
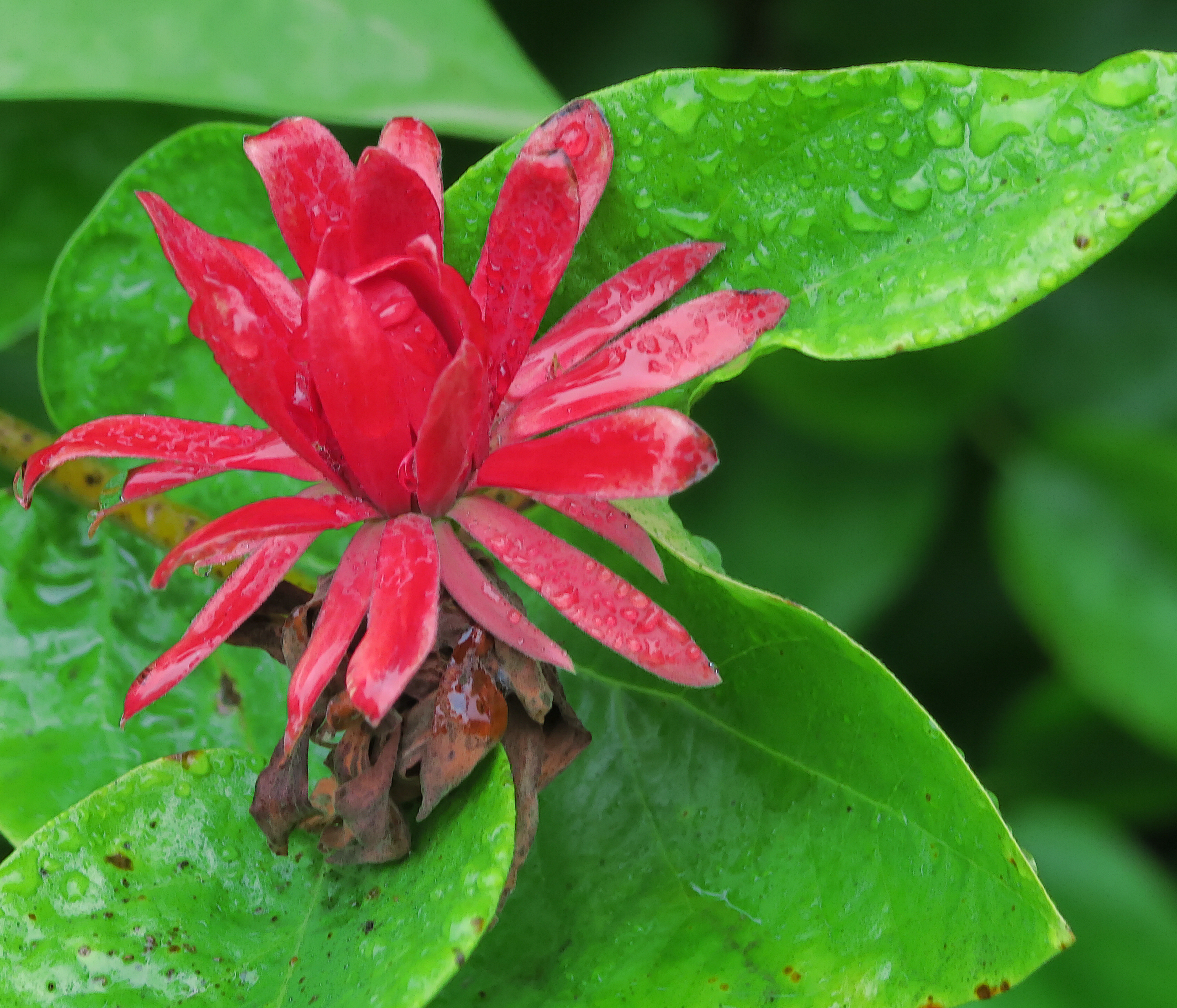
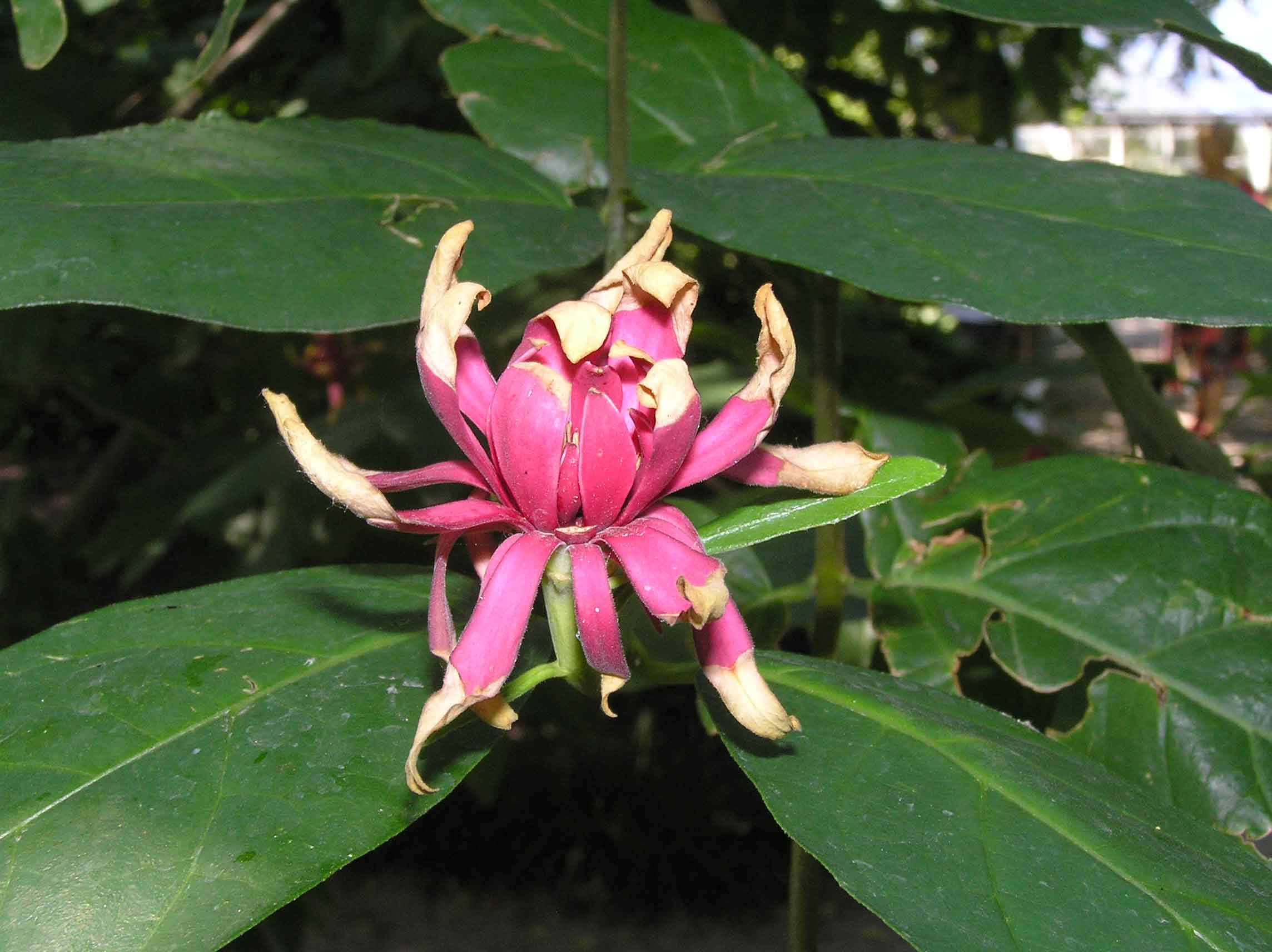
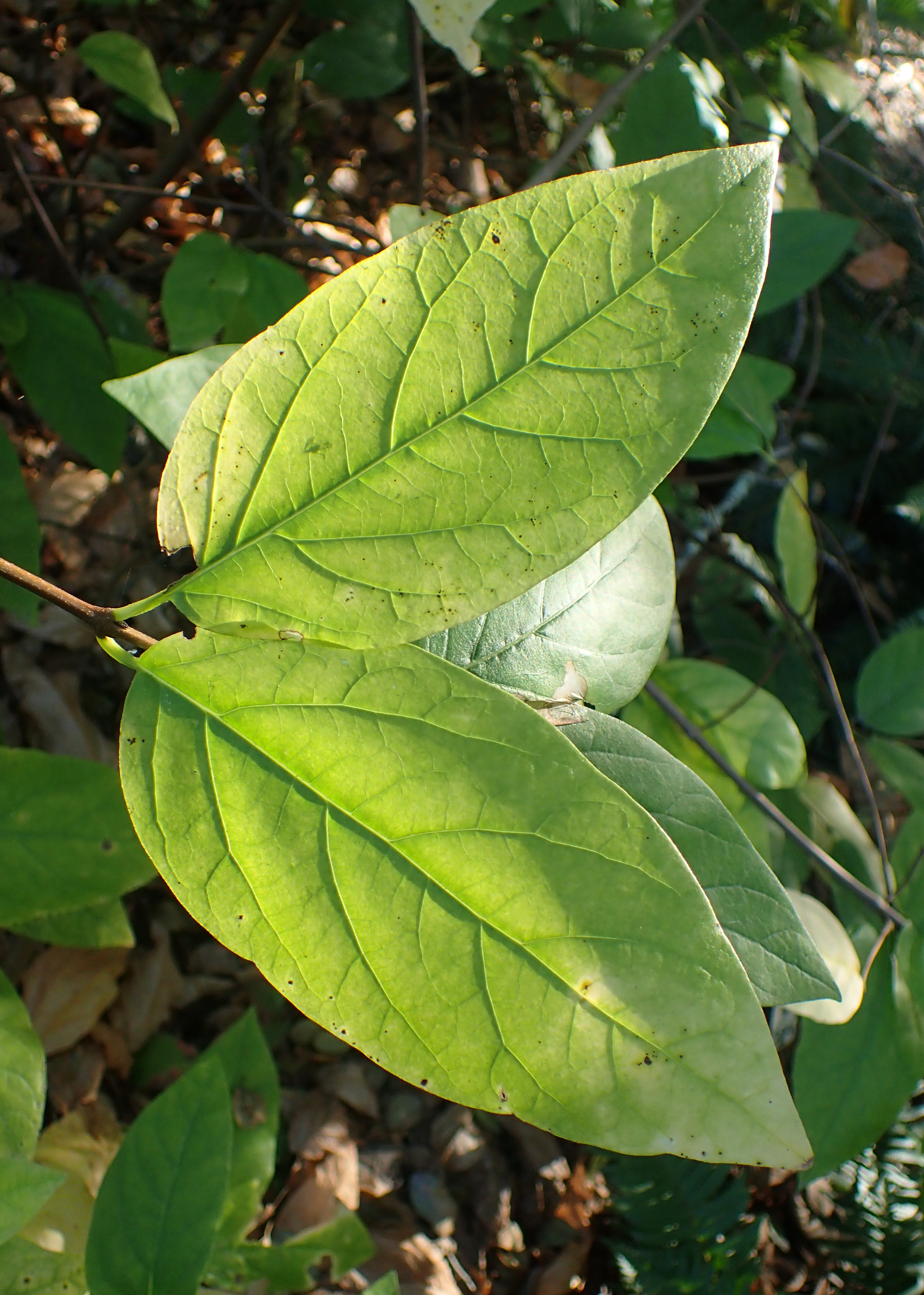
Hojas
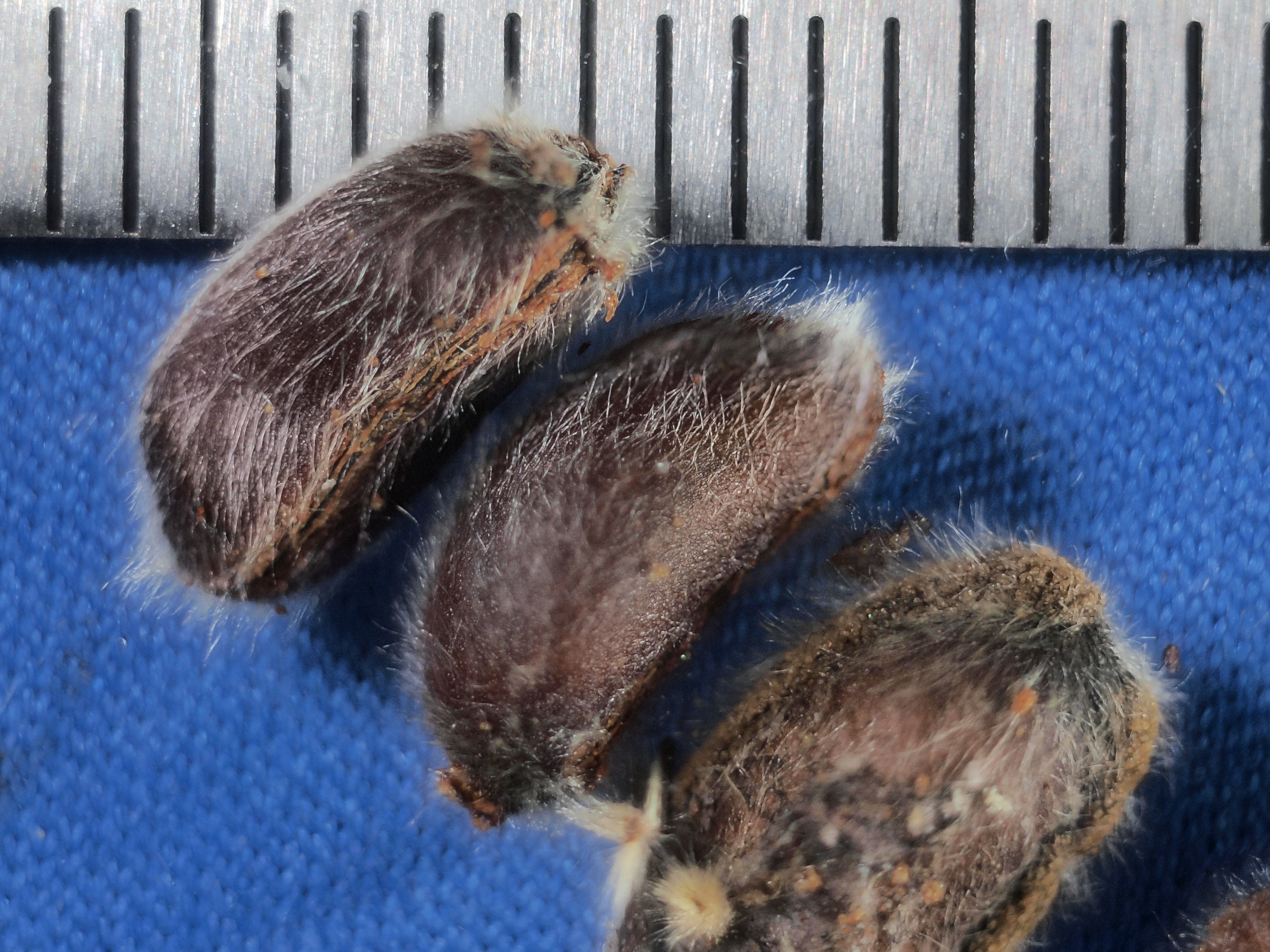
Semillas